# Barthélemy Niollon
Barthélemy Niollon, né le 1er mars 1849 à Fuveau, et mort le 20 avril 1927 à Aix-en-Provence, est un peintre français.

## Biographie
Dans sa jeunesse, Barthélemy Niollon travaille dans la mine avec son père. Placé ensuite chez un commerçant aixois, il fréquente l'école de dessin et obtient en 1865, la première année, un premier prix en suivant les cours de Joseph Villevieille. Ses talents lui auraient permis d'obtenir une bourse de la ville d'Aix-en-Provence pour aller se perfectionner à Paris, mais il préfère rester en Provence. Le 11 avril 1874 il épouse Rose Marguerite Marie Alexis et devient fabricant de chocolat comme son beau-père. Il se retire du commerce en 1894 et se consacre exclusivement à la peinture. Il expose Le Chaudron et légumes au Salon des artistes français de 1881.
En 1895, Barthélemy Niollon participe à la création de la Société des amis des arts d'Aix, qui sera dissoute en 1909, et à une nouvelle création de cette société en 1919. Il expose à la galerie Audin à Aix-en-Provence et, vers la fin de sa vie, il est le doyen de la commission du musée des beaux-arts d'Aix-en-Provence.
Barthélemy Niollon est nommé chevalier de la Légion d'honneur par décret du 10 avril 1925.
Il meurt d'une chute du toit de son atelier, au no 36 de la rue du Quatre-Septembre à Aix-en-Provence.

## Œuvres dans les collections publiques
- Aix-en-Provence, musée Granet :
  - La Montagne Sainte-Victoire vue de Saint-Marc-Jaumegarde ;
  - Nature morte : bocal, chaudron, verre et cuillère sur une table[6] ;
  - Ruisseau dans un bois[7].
- Paris :
  - musée d'Orsay : Paysage, environs d'Aix-en-Provence[8], paysage de la région d'Aix-en-Provence[9]
  - musée du Louvre, département des arts graphiques : Chemin passant entre un talus couronné d'un arbre et une maison[10].

## Galerie

Œuvres de Barthélémy Niollon
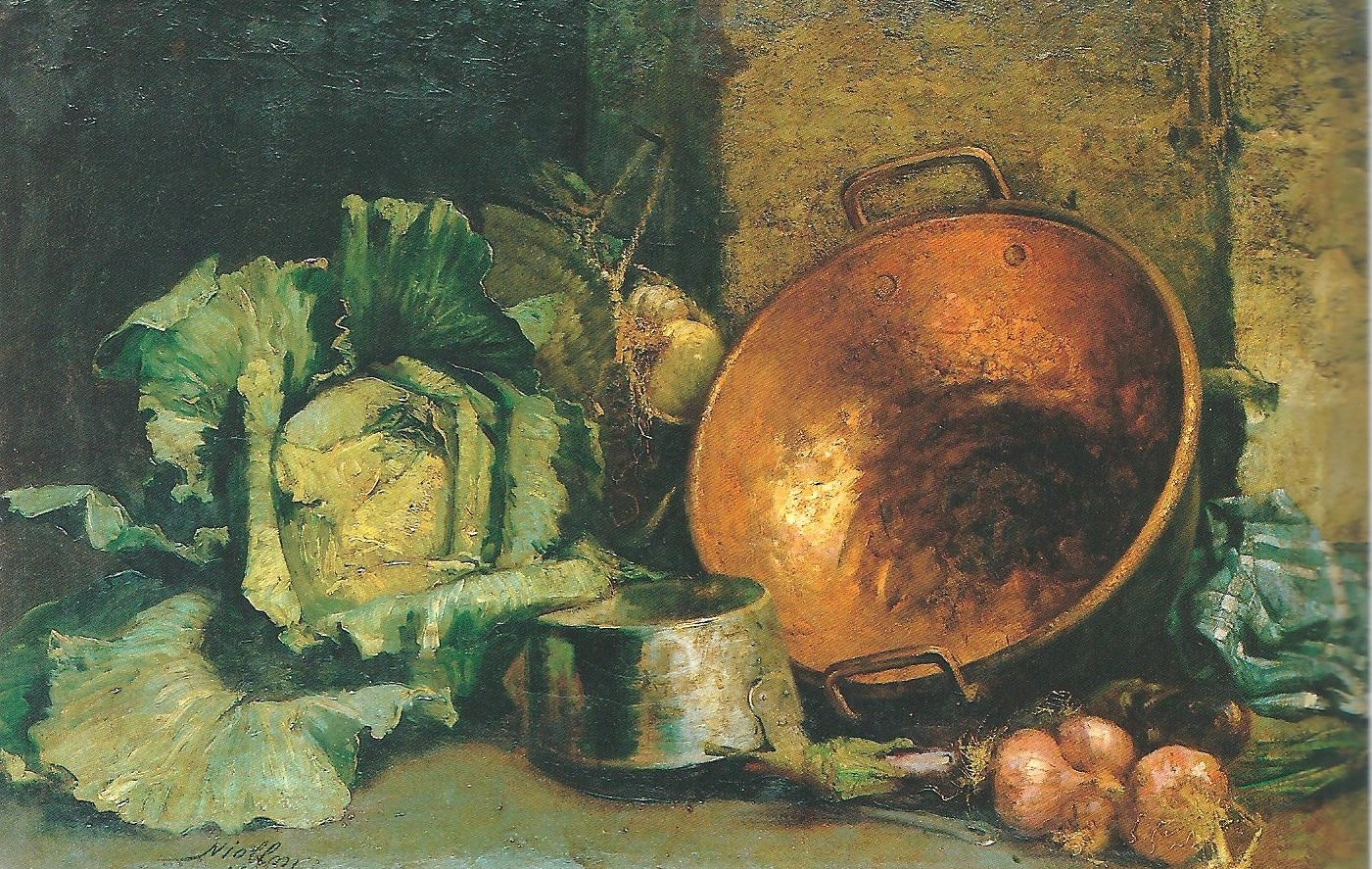
Nature morte au chaudron, collection particulière.
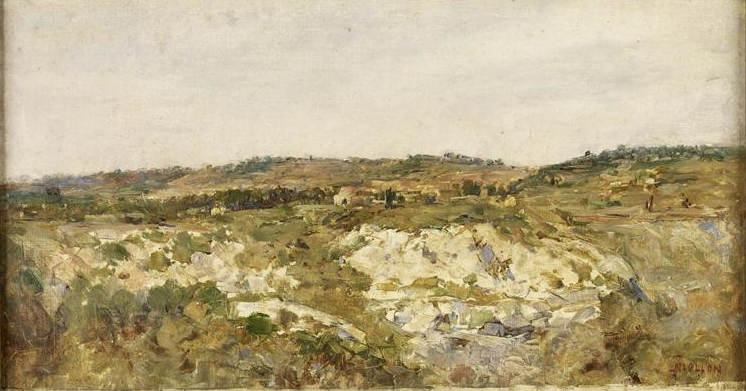
Paysage aux environs d'Aix-en-Provence, Paris, musée d'Orsay.
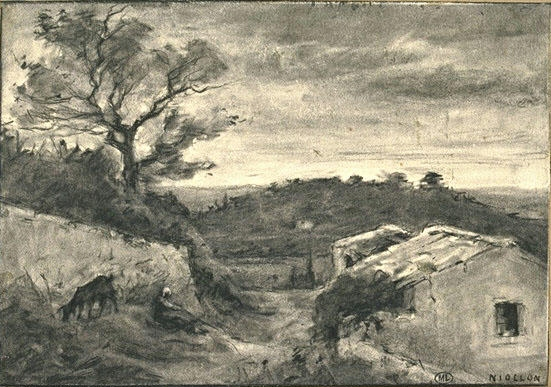
Chemin passant entre un talus couronné d'un arbre et une maison, Paris, musée du Louvre.